# Neofaculta ericetella
Neofaculta ericetella là một loài bướm đêm thuộc họ Gelechiidae. Nó được tìm thấy ở châu Âu.
Sải cánh dài 13–18 mm. The moths are on wing từ tháng 4 đến tháng 7 tùy theo địa điểm.
Ấu trùng ăn Calluna vulgaris.

## Hình ảnh

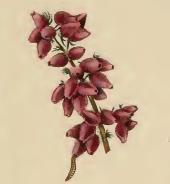
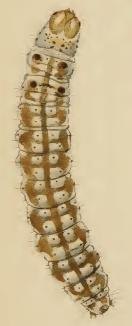